# Erich Steinbrinck
Erich Steinbrinck (* 28. Mai 1881 in Hamm; † 31. Mai 1916 gefallen) war ein Seeoffizier der Kaiserlichen Marine, zuletzt Kapitänleutnant der Kaiserlichen Marine.

## Leben

### Herkunft
Erich Steinbrinck war ein Sohn des Geheimen Studienrates Carl Wilhelm Steinbrinck (1852–1933) und von Martha, geb. Nordhausen († 1922). Sein jüngerer Bruder war der spätere Marineoffizier und Industrielle Otto Steinbrinck (1888–1949).

### Werdegang
Erich Steinbrinck trat am 7. April 1900 in die Kaiserliche Marine (Crew 1900) ein. In den folgenden Jahren durchlief er die übliche Ausbildung eines Seeoffiziers und wurde am 16. Oktober 1909 zum Kapitänleutnant befördert. Bis September 1914 stand er zur Verfügung der Inspektion der Werft Wilhelmshaven. Zu Kriegsbeginn 1914 kommandierte er das ältere Torpedoboot G 113 und stellte im Oktober des Jahres das neue Boot V 28 in Dienst. Schon zwei Monate später wurde er Kommandant des ebenfalls erst kürzlich fertiggestellten V 29. Das Boot gehörte zur 17. Torpedoboots-Halbflottille unter Korvettenkapitän Werner Tillessen, welche der IX. Torpedoboots-Flottille unter Korvettenkapitän Herbert Goehle unterstellt war, die ausschließlich aus modernen Booten bestand und der Hochseeflotte zugeteilt war.
Am ersten Tag der Skagerrakschlacht der Hochseeflotte gegen die britische Grand Fleet, dem 31. Mai 1916, sank das Torpedoboot nach einem Torpedo-Angriff der HMS Petard, einen Zerstörer der Admiralty M-Klasse. Mit dem Boot gingen 43 Mann der Besatzung unter. Ein Teil der Besatzung inklusive Steinbrinck konnte durch S 35 unter dem Kapitänleutnant Friedrich Ihn gerettet werden. Der Untergang von S 35 kostete Steinbrinck jedoch dann doch noch am gleich Tag das Leben.
Der deutsche Zerstörer Z 15 der Kriegsmarine wurde 1938 nach ihm benannt.